# Кримські гори
Кри́мські го́ри (крим. Qırım dağları)  — гірська система на півдні України та Кримського півострова. Простягається вздовж чорноморського узбережжя на 180 км із південного-заходу на північний-схід, від мису Айя на околицях Балаклави в Севастополі до мису Іллі біля Феодосії. Ширина гірської смуги до 60 км (між Сімферополем і Ялтою). Площа — близько 10 тис. км² (менше 1 % площі України). Переважні висоти 700—1200 м. Західна частина великої Кримсько-Кавказької гірської країни.

## Рельєф
У рельєфі чітко виділяються три майже паралельні куестові пасма з крутими південними і пологими північними схилами:
- Головне, з висотами 1200—1500 м, найвища вершина — Роман-Кош (1545 м). Це ланцюг пласких безлісих масивів — яйл. Між Ялтою та Алуштою розташовані найвищі яйли. Прибережні схили Головного пасма закінчуються Південним берегом Криму.
- Внутрішнє, з висотами до 550—750 м, найвища вершина — Агармиш (750 м).
- Зовнішнє, з висотами 250—350 м. У північному напрямку воно поступово переходить у рівнину Північно-Кримської низовини. У межах пасма розташована столиця Автономної Республіки Крим місто Сімферополь.

Найглибшим каньйоном в Україні є Великий каньйон Криму, гігантська розколина у вапняковій долині річки Аузун-Узень на північних схилах Ай-Петринської яйли. Довжина понад 3 км, ширина місцями не перевищує 3 м, глибина каньйону сягає 320 м.
Дивовижні форми рельєфу масиву Демерджі виточені дією вітру в конгломератах.

### Гірські масиви
- Ай-Петринська яйла
- Бабуган-яйла
- Ялтинська яйла
- Нікітська яйла
- Гурзуфська яйла
- Чатирдаг-яйла
- Карабі-яйла
- Субаткан-яйла (Долгоруківська яйла)
- Кок-Агач даглари (Мекензієві гори)

### Карст

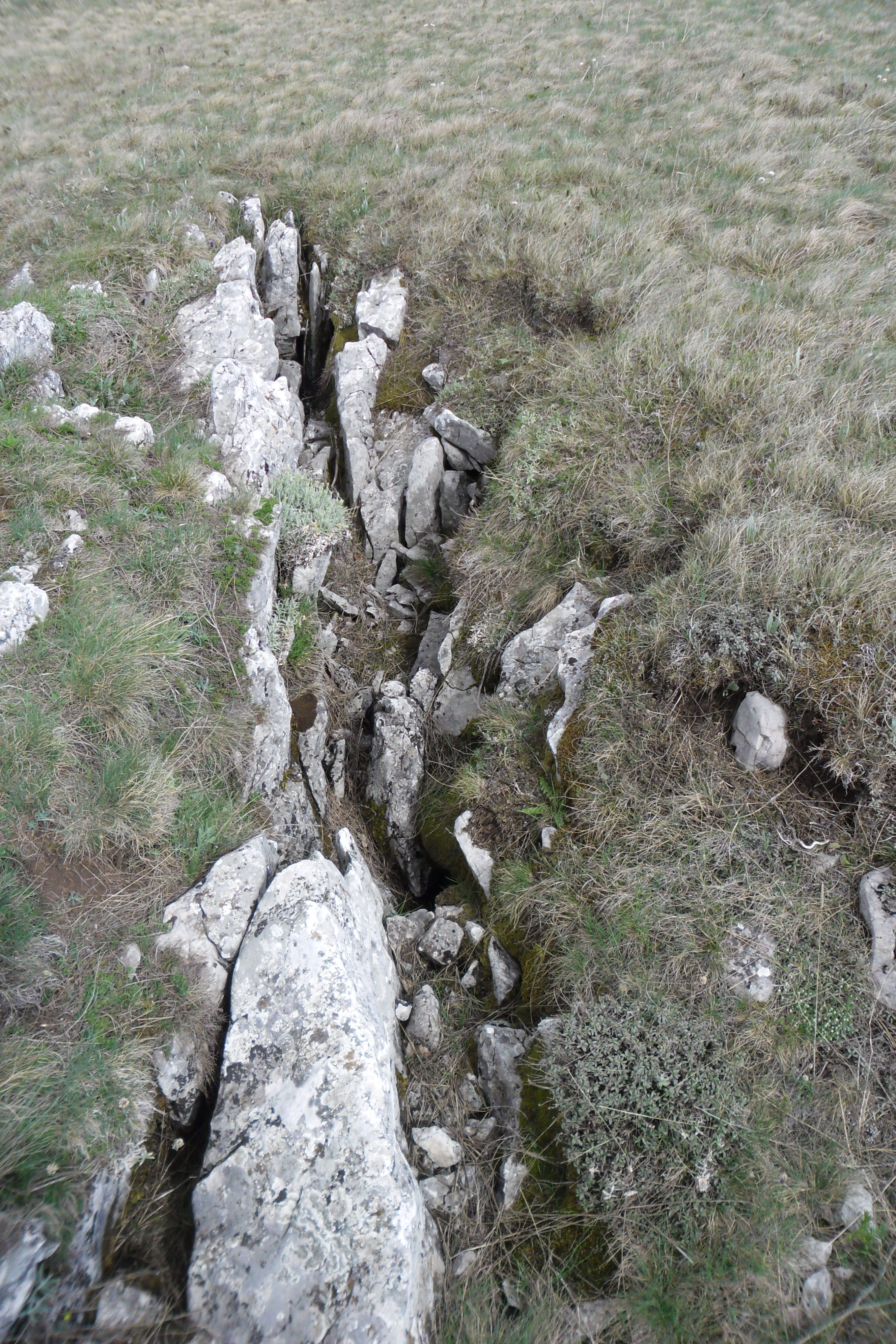
Приклад карстової западини, Ялтинська яйла, 2015 р.

Для Кримських гір характерні карстові явища: численні лійки, западини, низькі гряди. На плато Чатир-Даг, наприклад, налічується, понад 1000 карстових вирв, 135 печер, шахт, криниць. Підземні води, розмиваючи вапняки, поступово утворювали порожнини і провалля, внаслідок чого гірські породи осідали й деформувалися, утворюючи різноманітні вигадливі геологічні форми (Долина привидів на горі Демерджі). У товщі гірських хребтів утворилися численні печери. Тут знаходиться близько 800 різних карстових колодязів, проваль, печер і шахт, у тому числі й Червона печера (Кизил-Коба) — найдовша вапнякова печера на теренах колишнього СРСР (21,1 км) зали якої прикрашають сталактити, сталагміти, грона кристалів, тече підземна річка, є багато озер. У минулому вона була святилищем, а тепер облаштована для екскурсій. Найглибшою печерою в Україні є Солдатська (глибина 500 м), яка розташована на Карабі-Яйлі.

### Вершини
| гора          | Висота над рівнем моря (м) |
| ------------- | -------------------------- |
| Роман-Кош     | 1545                       |
| Демір-Капу    | 1540                       |
| Зейтин-Кош    | 1537                       |
| Кемаль-Егерек | 1529                       |
| Еклізі-Бурун  | 1527                       |

## Геологія

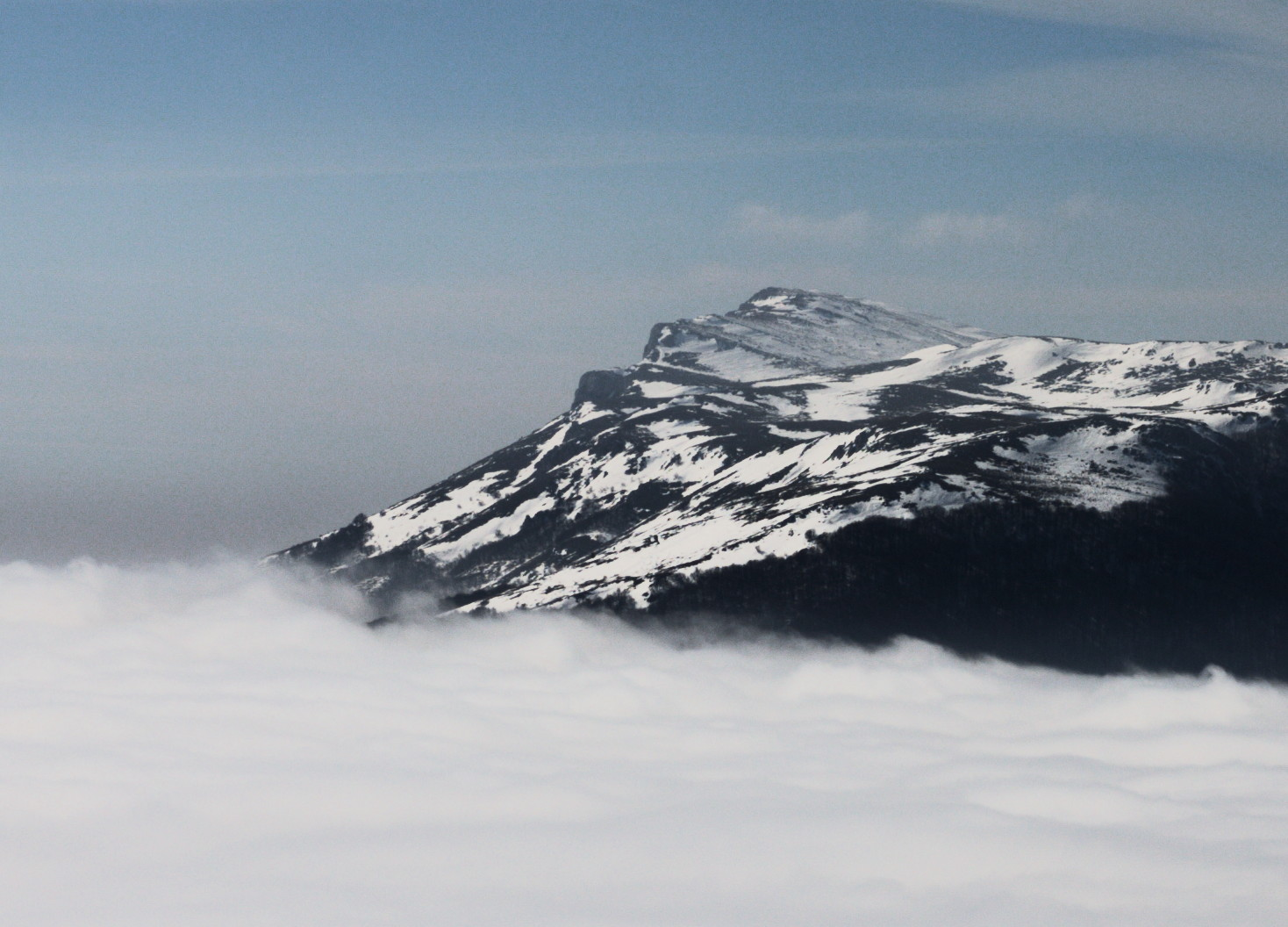
Чатирдаг

Див. також Геологія Криму.
Кримські гори — складчасто-брилова система, що входить до Середземноморського рухливого поясу. У Кримських горах добувають флюсові вапняки, мармуровидні та мохуваткові вапняки, габро-діабази та граніт-порфіри.
На думку Муратова і його послідовників, у геологічному відношенні Кримські гори є великим антиклінорієм, що є частиною альпійської геосинклінальної (складчастої області). Ядро його складається із сильно дислокованих і метаморфізованих осадових порід мезозою — глинистих сланців, пісковиків, конгломератів і вапняків. В геологічній будові північного крила антиклінорія беруть участь мезозойські і кайнозойські відкладення — глини, мергелі, вапняки.
Підняття Кримських гір спочатку у вигляді острова відбулося наприкінці крейди та в еоцені. В середині неогену утворилася вирівнена поверхня Яйли. До неогену гори простягались на 20—30 км південніше сучасної берегової лінії Чорного моря. Південна частина опустилася в Чорноморську западину по лінії розлому — утворився крутий південний схил. І вже в неогені Кримські гори набули сучасних рис ассиметричної будови.
Крім поздовжніх розломів, з'являлися й поперечні, проявлявся магматизм. В одних випадках діяли вулкани, свідченням чого є скам'янілий згаслий вулкан Кара-Даг. У інших випадках магма застигала в тріщинах земної кори, не прориваючись на поверхню. З часом зовнішні сили (вивітрювання, морські хвилі) зруйнували породи, що вкривали масиви магми, тому нині вони виступають на денну поверхню у вигляді окремих лаколітів — Аю-Даг, Кастель. Тектонічні процеси в Кримських горах не припиняються й досі, про що свідчать землетруси.

## Клімат
Клімат нижньої частини схилу Яйли — середземноморського типу, з м'якою зимою (на узбережжі середньомісячна температура січня +1…+4 °С) та теплим літом (середньомісячна температура липня до +24 °C). Літо і осінь сонячні. Річна кількість опадів 600 мм (максимум — взимку), на схід — менше (коефіцієнт зволоження 0,6—0,3). Такий стан зволоження зумовлений підвітряним положенням схилів до насичених вологою вітрів.
На плато Яйла літо прохолодне (середньомісячна температура липня +15 °C), зима м'яка (−1…−4 °C), річна сума опадів — до 1200 мм (коефіцієнт зволоження більше ніж 1), на сході — 500—700 мм. Сильні західні і південні вітри пересувають з Атлантики й Чорного моря вологі повітряні маси на суходіл. Максимум опадів на заході — взимку, на сході — влітку. Взимку в горах бувають завірюхи, випадає багато снігу. Навесні йдуть дощі, з найвищих гір сходять снігові лавини, які іноді завдають значної шкоди. Влітку — грозові зливи, нерідко випадає град. Осінь у горах суха і тепла.
В Кримських горах навесні та восени дмуть сухі і теплі вітри  — фени, що сприяють таненню снігу і утворенню снігових лавин. На узбережжі Чорного моря дмуть бризи.
Середня температура січня на горі Ай-Петрі становить −3,6 °C, липня — +15,4 °C, середньорічна кількість атмосферних опадів — 960—1300 мм, коефіцієнт зволоження — 1,1—1,8. 

## Річкова мережа
Гірські річки Криму течуть глибокими вузькими ущелинами. Під час танення снігу і дощів вони бурхливі. У спеку маленькі річки пересихають. У Кримських горах беруть початок всі річки, які протікають на Кримському півострові. Більшість з них короткі і впадають у Чорне море (Альма, Кача, Чорна), найдовша — Салгир несе води до Азовського моря, що пересихає влітку у пониззі. У горах річки часто течуть неширокими каньйоноподібними долинами. У верхів'ях деяких річок споруджено водосховища, вода з яких використовується на потреби населення. У горах багато джерел.
Найбільшим водоспадом в Україні є Учан-Су (98,5 м) на однойменній річці.

## Ґрунти
Бурі гірсько-лісові ґрунти на схилах гір зайняті лісами, чорноземні ґрунти в передгір'ях і на яйлах — степовою рослинністю, коричневі ґрунти — під шибляками й залишками субсередземноморських лісів.

## Флора

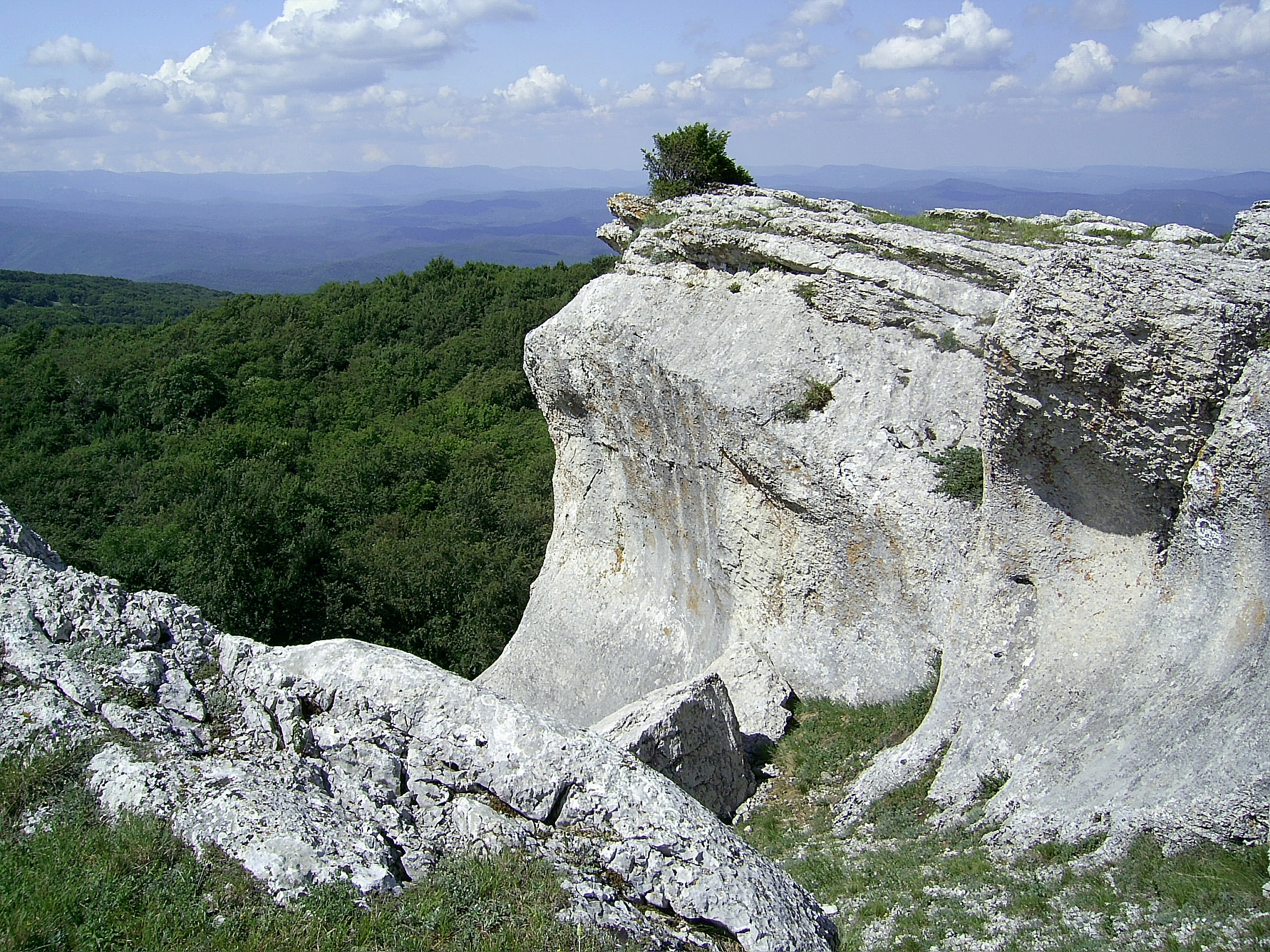
Кримський ландшафт

Вічнозелені хвойні дерева проникли до гірського Криму з різних частин Середземномор'я, широколистяно-лісові види — із помірного поясу Європи, трав'янисті види — з євразійських степів. Рослинність Кримських гір найбагатша в Україні: налічують понад 3 тис. видів (у Карпатах — 2,2 тис. видів). Близько 240 видів рослин є ендеміками Криму (кизильник кримський, підсніжник складчастий тощо) й одночасно реліктами (тис ягідний, сосна кримська).
Рослинність Кримських гір розташована у наступних фізико-географічних поясах:
- Передгірний лісостеп. На висотах 120—350 м розорані лучні степи на родючих звичайних карбонатних чорноземах.
- Ялівцево-дубові ліси і кущі. У долинах річок, у нижній частині схилів на дерново-карбонатних ґрунтах до висот 550 м ростуть: дуб звичайний, пухнастий та скельний з ялівцем високим. Зустрічаються також липа, ясен, граб, бук. Багато ягідних та фруктових дерев. Серед них зустрічається суничник дрібноплідний (Arbutus andrachne), фісташка. У підліску, на узліссях росте — ялівець колючий, рускуси під'язиковий і понтійський, шипшина, вовчі ягоди, кизил, ліщина, багато глоду, плющ. Третій ярус у цьому лісі утворюють різні трав'янисті рослини. Навесні квітують підсніжники, крокуси, гіацинти. Влітку — глуха кропива, жовтець роздільний, борщівник пухнастий, аденофора кримська, які занесені до Червоної книги.
- Ліси сосни кримської. Характерні для центральних яйл південного дуже крутого схилу Головного пасма. В підліску — жасмин, терен колючий. На висоті понад 900 м переважає сосна гачкувата, яка ближче до яйл утворює рідколісся та криволісся.
- Букові ліси. На висоті 600—700 м на бурих лісових ґрунтах переважають бук (Бук східний та європейський, на думку інших — самостійний вид — таврійський), граб, сосна (переважно на гірських кручах). У горах серед ущелин росте тис.
- Яйла — пояс гірських лугових степів (гірсько-лучні ґрунти). Яйла в основному безліса, що пояснюється вертикальною зональністю, розвитком карсту, а через це й браком вологи. Тут ростуть трав'янисті рослини, які пристосувалися до посушливих умов: шафрани, горицвіт, півники, фіалка, вероніка, перстач, таволга, деревій, звіробій, материнка, сон-трава, ясколка Біберштейна (кримський едельвейс). Трави яйли: типчак, степова осочка, стоколос, осока, чебрець, еспарцет, конюшина, приворотень, тирса, тонконіг, костриця, пирій, тимофіївка. Не менш п'ятисот видів рослин налічується на Демерджі-яйлі.
- Південнобережні субтропічні вічнозелені ліси. На Південному схилі від 500 м до морського узбережжя поширені субтропічні ліси та чагарники середземноморського типу. Ростуть пальми, кипариси, платани, магнолії та інші культури, більшість з яких привезена з інших регіонів.

Положисті північні схили гір вкриті широколистяними лісами, південні крутосхили — сосновими, невимогливими до умов зростання. У передгір'ях унаслідок вирубування лісів сформувалися вторинні деревно-чагарникові угруповання — шибляк (із чагарникових дуба пухнастого, грабинника східного, держидерева, ялівцю колючого, шипшини). У посушливих частинах передгір'я та на східних яйлах поширена степова рослинність, а на добре зволожених західних яйлах — гірські луки.

## Фауна

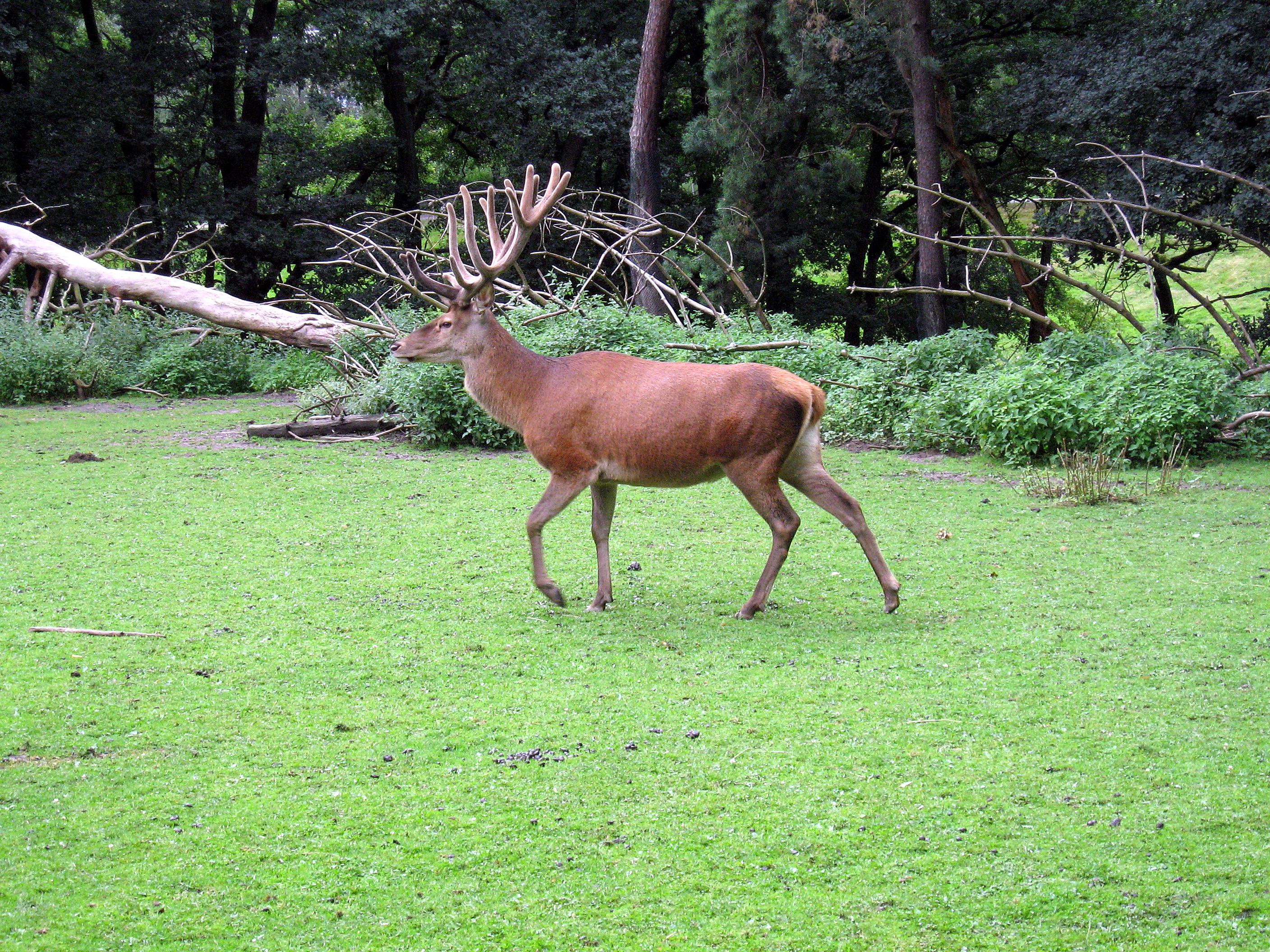
Олень благородний — типовий мешканець гірських лісів Криму та найбільша тварина на півострові

Тваринний світ гірського Криму є порівняно бідним, але для нього характерні види, які колись були завезені з інших територій. На положистих схилах у листяних лісах водяться олень благородний (кримський підвид), сарна європейська, на крутих схилах муфлон корсиканський. Також зустрічаються заєць сірий, куниця кам'яна, лисиця руда (підвид «гірськокримська»), ласка, борсук, дика свиня, їжак білочеревий, не менше 15 видів кажанів.
У гірських лісах живе багато птахів: сойка кримська, дятел строкатий, синиця чорна, шишкар ялиновий. У високих горах гніздяться хижі птахи: сип білоголовий, гриф чорний, орлан-білохвіст.
Рептилій і земноводних не багато видів, але більшість з них — рідкісні: полоз леопардовий, ящірка скельна, гекон кримський, ропуха зелена, черепаха болотяна.
Кримські гори населяють різні комахи: жуки, метелики, бабки, джмелі, цикади. Рідкісними є — богомол емпуза смугаста, турун кримський, кримський скорпіон, Вусач-Розалія альпійська.
- див. також: фауна Криму

## Охорона природи
Для збереження природи Кримських гір створено Карадазький, Кримський і Ялтинський заповідники. Карадазький природний заповідник було створено задля охорони єдиного у Європі вулкана юрського періоду та гірських порід. У Кримському природному заповіднику охороняються найцінніші ліси — дубові, букові, з кримської сосни, а також реліктові угруповання тиса ягідного і ялівцю високого.
Багато природоохоронних територій створено біля Ялти. Ялтинський заповідник найбагатший за видовим складом рослин (1367 видів, з яких 138 є рідкісними і зникаючими). У спекотні літні сезони на південному схилі Головного пасма не раз виникають пожежі, у тому числі й на заповідних територіях.

## Екологія
Екологічна ситуація є надзвичайно складною: зростає забруднення земельних, водних ресурсів, деградують лісові, внаслідок чого знижується привабливість для рекреантів. Особливо забрудненими є земельні ресурси. Видобуток гірничо-будівельної сировини здійснюється переважно відкритим способом, що завдає непоправної шкоди природному середовищу. Околиці Балаклави залишені без лісів і перетворені на свого роду «місячні ландшафти». Поки що вдається не допустити розробки флюсових вапняків на горі Гасфорта в басейні річки Чорної біля Севастополя.

Геоморфологічні цікавинки
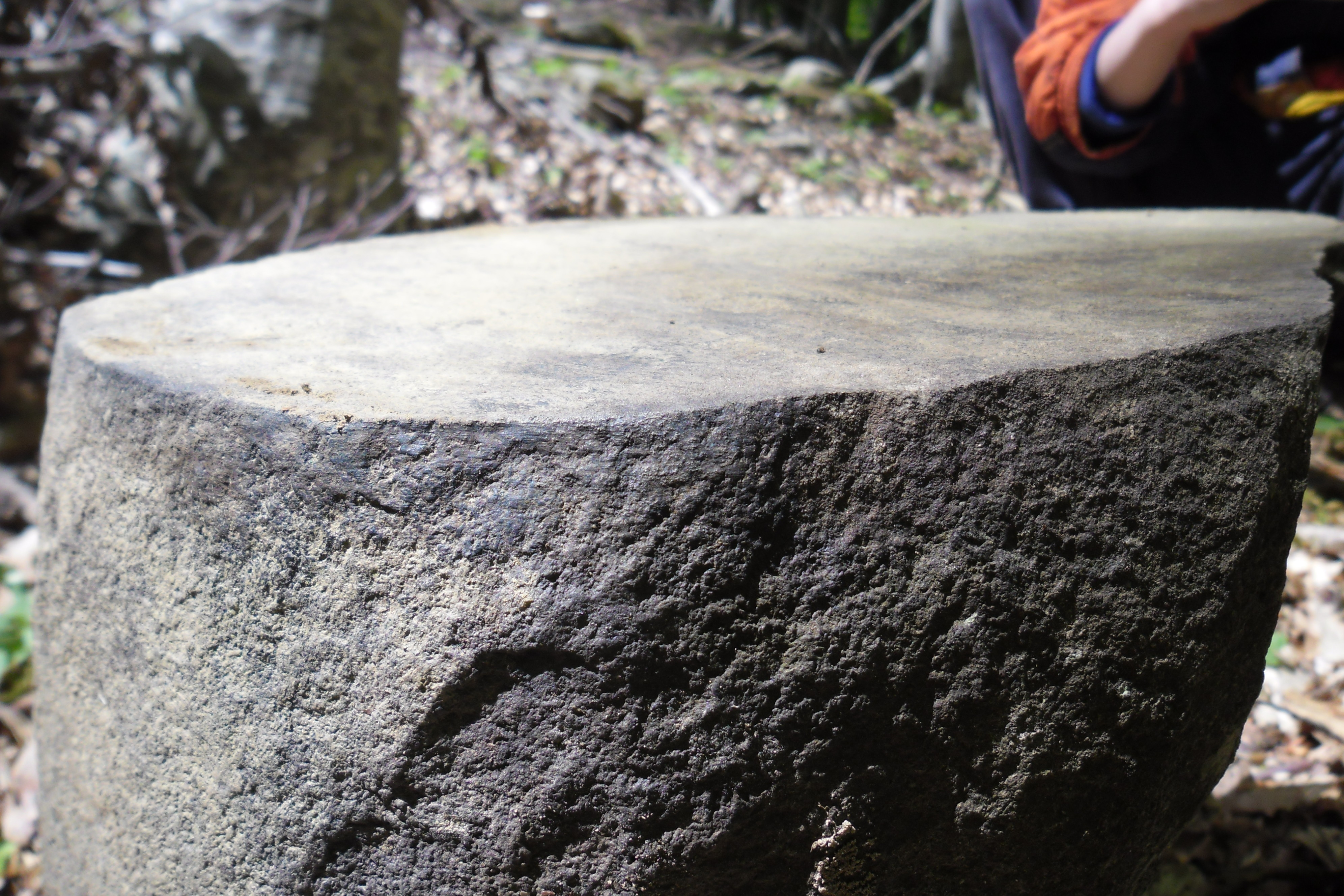
«Камінь-стіл» на стежці від джерела Ак-Чокрак до джерела Ай-Йорі
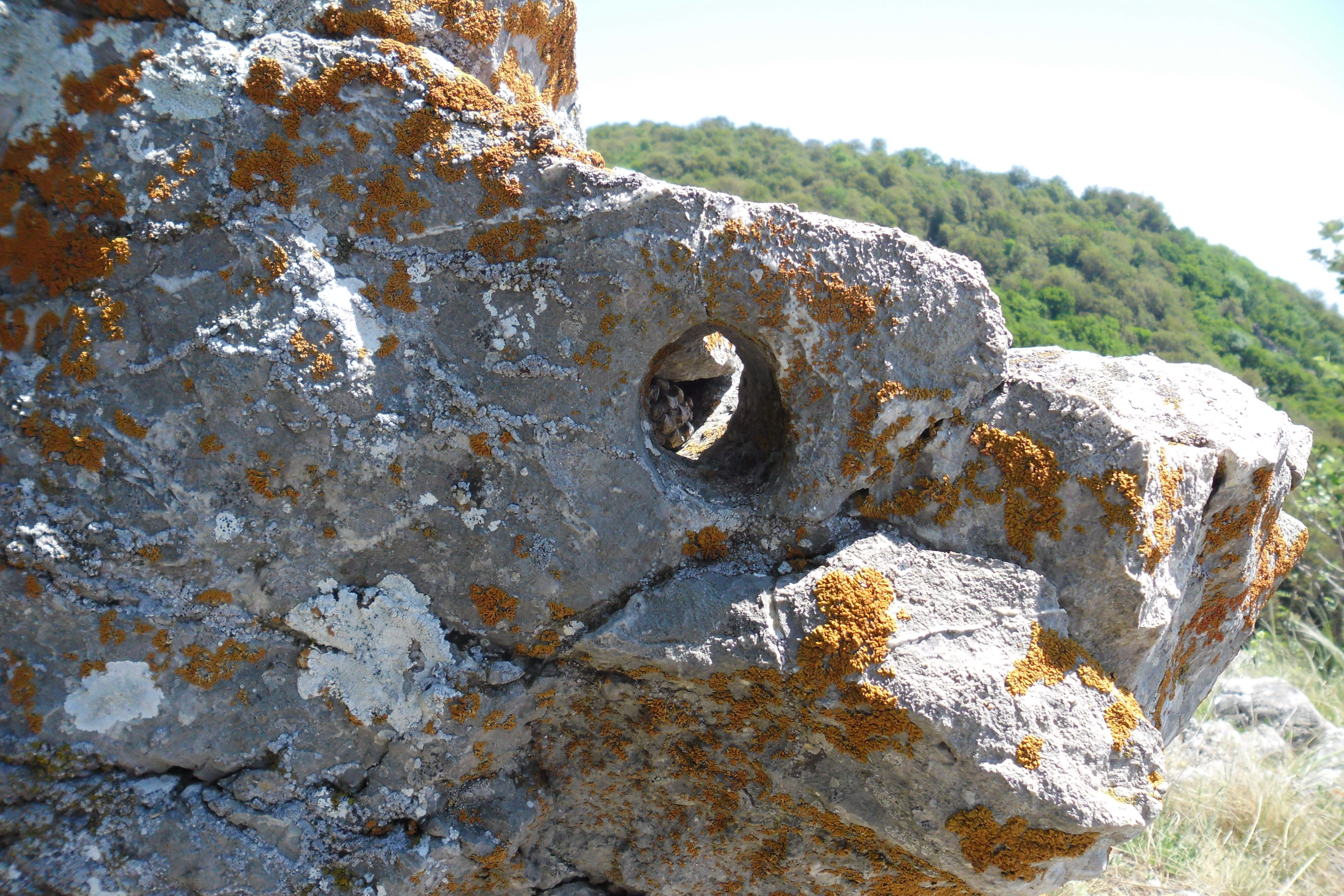
Камінь з отвором на виході стежки Ак-Чокрак-Богаз на Бабуган-Яйлу

## Контрольно-рятувальна служба
Гірські пошуково-рятувальні підрозділи (реєстраційні пункти) міністерства надзвичайних ситуацій України були створені в 5 містах:
- Сімферополь, за адресою вул. Кечкеметська, 103
- Севастополь, за адресою вул. Коробова, 22
- Бахчисарай, за адресою вул. К. Маркса, 31
- Феодосія, за адресою вул. Федько, 22а
- Ялта, за адресою вул. Пироговська, 10а

Контрольно-рятувальні загони базуються в Алушті, Сімферополі, Судаку і Севастополі. Контрольно-рятувальні пости створено на Ай-Петрі, Карабі-яйлі, Кизил-Кобі та Ангарському перевалі.